# Angelica Catalani
Angelica Catalani (Senigallia, 10 mei 1780 – Parijs, 12 juni 1849) was een Italiaanse operazangeres. Ze was de bekendste sopraan van haar generatie.

## Biografie
Angelica Catalani verkreeg haar muzikale opleiding in het nonnenklooster waar haar vader werkte. Ze genoot aanvankelijk de bescherming van de kardinaal Onorati en ze maakte op zeventienjarige leeftijd haar debuut op het podium in het Teatro La Fenice in de opera La Lodoïska van Johann Simon Mayr. In 1801 huwde Catalani met een Franse officier die haar management op zich nam. Na haar debuut toerde ze rond in Italië en vestigde zich in 1801 in het Teatro São Carlos in Lissabon.
Het hoogtepunt voor de carrière van Catalani volgde in 1806 toen ze Giuseppina Grassini in 1806 opvolgde in het King's Theatre in Londen toen ze aldaar de rol speelde van de heldin uit La morte di Semiramide van Marcos Portugal, een compositie die voor haar was gecomponeerd in Lissabon. Vervolgens maakte ze een toer door de provincies en trad ze op verschillende plekken in Engeland op. In de periode 1814-1821 was ze actief op het vasteland van Europa en zong ze enige tijd in het Theâtre Italien in Parijs. In de periode die hierop volgde reisde ze met enige regelmaat op en neer tussen Engeland en het vasteland van Europa om vervolgens in 1824 met pensioen te gaan. Wel trad ze na haar pensioen nog verschillende malen op bij de Engelse festivals.